# Renáta Sándor
Renáta Sándor est une ancienne joueuse hongroise de volley-ball née le 15 décembre 1990 à Jászberény. Elle mesure 1,82 m et jouait au poste de réceptionneuse-attaquante. Elle a totalisé 75 sélections en équipe de Hongrie. Elle a mis un terme à sa carrière de volleyeuse professionnelle en août 2019.

## Clubs
| Club               | De        | À         |
| ------------------ | --------- | --------- |
| Jászberényi RK     | 2003-2004 | 2007-2008 |
| Budapest SE-FCSM   | 2008-2009 | 2010-2011 |
| Vasas Budapest     | 2011-2012 | 2011-2012 |
| SVS Post Schwechat | 2012-2013 | 2013-2014 |
| VC Stuttgart       | 2014-2015 | 2018-2019 |

## Palmarès

### Équipe nationale
- Ligue européenne
  - Vainqueur : 2015.
  - Finaliste : 2018.

### Clubs
- Championnat de Hongrie
  - Vainqueur : 2009, 2010, 2011, 2012.
- Coupe de Hongrie
  - Vainqueur : 2010, 2011, 2012.
- Championnat d'Autriche
  - Vainqueur : 2013, 2014.
- Championnat d'Allemagne
  - Vainqueur : 2019.
  - Finaliste : 2015, 2017, 2018.
- Coupe d'Allemagne
  - Vainqueur : 2015, 2017.
  - Finaliste : 2019.
- Supercoupe d'Allemagne
  - Vainqueur :2016.
  - Finaliste : 2017.

### Distinctions individuelles
- Ligue européenne 2015 : Meilleure joueuse et marqueuse.